# (17375) 1981 EJ4
A (17375) 1981 EJ4 a Naprendszer kisbolygóövében található aszteroida. Schelte J. Bus fedezte fel 1981. március 2-án.